# Баланс запасів корисних копалин
Баланс запасів корисних копалин — державний облік запасів у надрах усіх корисних копалин, що виявлені, розвідані або розроблюються. Відображає кількість та частково якість корисної копалини, ступінь розвіданості запасів, їх освоєння гірничовидобувною промисловістю та зміни в результаті видобутку і втрат під час експлуатації або інших причин.
Баланс запасів корисних копалин — форма державного обліку запасів корисних копалин, що містить відомості про кількість, якість і рівень вивченості корисних копалин по родовищах, які мають промислове значення, їх розташування, рівень промислового освоєння, видобуток, втрати і характеризує забезпеченість промисловості розвіданими запасами корисних копалин, а також зміну їх стану за звітний рік в результаті погашення, переоцінки, списання або приросту геологорозвідувальними роботами